# Epimecis virginiaria
Epimecis virginiaria là một loài bướm đêm trong họ Geometridae.